# Cinetodus
Cinetodus es un género de peces actinopeterigios de agua dulce, distribuidos por ríos del sureste de Asia y de Oceanía.

## Especies
Existen cuatro especies reconocidas en este género:
- Cinetodus carinatus (Weber, 1913)
- Cinetodus conorhynchus (Weber, 1913)
- Cinetodus crassilabris (Ramsay y Ogilby, 1886)
- Cinetodus froggatti (Ramsay & Ogilby, 1886)